# Tom Clancy’s Rainbow Six: Rogue Spear
Tom Clancy’s Rainbow Six: Rogue Spear ist ein Taktik-Shooter. Es stellt den direkten Nachfolger zu Tom Clancy’s Rainbow Six von 1998 dar. Es ist der zweite Teil der Computerspielreihe Tom Clancy’s Rainbow Six und das letzte Spiel, das von Red Storm Entertainment entwickelt wurde, bevor das Studio im Jahr 2000 von Ubisoft übernommen wurden. Rogue Spear erschien am 22. September 1999 für Microsoft Windows. Den Vertrieb in Europa übernahm Take 2 Interactive. 2001 erschien eine Portierung für Mac OS, die von MacSoft vertrieben wurde. Im selben Jahr folgte die Version für PlayStation entwickelt von Saffire und eine Portierung für Dreamcast entwickelt von Pipe Dream Interactive. 2002 erschien ein gleichnamiges Spiel für den Game Boy Advance, das von Ubisoft Milan entwickelt und von Ubisoft veröffentlicht wurde.
Die Computerspiel-Erweiterung Tom Clancy’s Rainbow Six: Rogue Spear: Urban Operations (kurz Urban Ops) wurde 2000 für den PC veröffentlicht. Mit Tom Clancy’s Rainbow Six: Covert Operations Essentials (kurz Covert Ops) existiert eine eigenständige Erweiterung. Auch die dritte Erweiterung Tom Clancy’s Rainbow Six: Rogue Spear: Black Thorn erschien 2001 eigenständig und konnte ohne Hauptspiel gespielt werden. Für die PlayStation erschien eine abgespeckte Portierung von Black Thorn, die als Tom Clancy’s Rainbow Six: Lone Wolf vertrieben wurde. Ausschließlich in Südkorea kam Tom Clancy’s Rainbow Six: Rogue Spear: Takedown auf den Markt.

## Spielprinzip
In 18 aufeinanderfolgenden Einsätzen wird zunächst in einer Planungsphase das Team zusammengestellt und ausgerüstet und der gesamte Ablauf auf einer Karte geplant, wobei auch vorgefertigte Einsatzpläne verwendet werden können. Im anschließenden Aktionsmodus erlangt der Spieler Kontrolle über den Anführer des Teams der Spezialeinheit, wobei die anderen Mitglieder vom Computer gesteuert werden. Gesteuert wird wahlweise in Third-Person- oder in der Egoperspektive. Neben der Befreiung von Geiseln muss Spionage-Equipment installiert werden oder Sprengsätze platziert werden. Missionen können dabei beliebig oft wiederholt werden. Alternativ kann im Modus „Terrorist Hunt“ gegen 30 zufällig platzierte Terroristen angetreten werden oder im Modus „Lone Wolf“ im Alleingang. Schauplätze sind unter anderem das Metropolitan Museum of Art in New York, eine Boeing 747, die Staatsoper Prag, eine zerstörte Stadt im Kosovo, ein Atomkraftwerk in der Ukraine und eine verlassene Radarstation in Sibirien.

## Rezeption
Im Vergleich zum Vorgänger seien zahlreiche sinnvolle Verbesserungen vorgenommen werden. Die Grafik sei detaillierter und die künstliche Intelligenz von Freund und Feind sei gesteigert worden. Dies erhöhe jedoch auch den Schwierigkeitsgrad des Spieles. Das Leveldesign sei glaubwürdig. Der Mehrspielermodus sorge für langfristige Motivation. Die Stimmung sei hervorragend und werde durch die Musik noch unterstützt. Verbesserte Animationen lassen das Geschehen lebensechter wirken.
Simon Biedermann von M! Games bezeichnete die grafische Qualität auf der PlayStation als durchschnittlich und die Atmosphäre als durchaus fesselnd. Er bemängelte Programmfehler, die das Weiterkommen verhindern. Die Fassung für Dreamcast gleiche der PC-Fassung, wobei die Bildfrequenz sehr niedrig sei. Jedoch sei die Tastenbelegung überladen und die Steuerung zäh.
Das Verteidigungsministerium der Vereinigten Staaten lizenzierte Rogue Spear, um damit Soldaten zu trainieren.